# Tipula (Lunatipula) tenaya
Tipula (Lunatipula) tenaya is een tweevleugelige uit de familie langpootmuggen (Tipulidae). De soort komt voor in het Nearctisch gebied.